# Балтинь, Гунар Андреевич
Гунар Андреевич Балтинь (латыш. Gunārs Baltiņš; 15 июня 1930 год — 18 сентября 2012 года, Рига, Латвия) — советский латвийский экономист и государственный деятель. Депутат Верховного Совета Латвийской ССР 9 и 11 созывов.

## Биография
Окончил Латвийский государственный университет имени П. Стучки. В 1959 году вступил в КПСС.
С 1952 года — на административной должности в Статистическом управлении Латвийской ССР. Затем — старший экономист, заместитель начальника отдела, начальник отдела планово-экономического управления Совнархоза Латвийской ССР (1957—1962), на различных должностях в плановых организациях, заместитель председателя Государственного комитета Совета министров Латвийской ССР по использованию трудовых ресурсов (1962—1970).
С 1970 года — начальник Центрального статистического управления при Совете министров Латвийской ССР.
Избирался депутатом Верховного Совета Латвийской ССР 9-го (1975—1979; от Рижского избирательного округа № 41) и 11-го (1985—1990) созывов.
Скончался в 2012 году. Похоронен на Рижском лесном кладбище.